# Harmiella schiapelliae
Genre
Espèce
Harmiella schiapelliae, unique représentant du genre Harmiella, est une espèce d'araignées aranéomorphes de la famille des Hahniidae.

## Distribution
Cette espèce est endémique de l'État de Santa Catarina au Brésil,.

## Description
Le mâle holotype mesure 0,82 mm.

## Étymologie
Cette espèce est nommée en l'honneur de Rita Delia Schiapelli.

## Publication originale
- Brignoli, 1979 : Ragni del Brasile V. Due nuovi generi e quattro nuove specie dello stato di Santa Catarina (Araneae). Revue Suisse de Zoologie, vol. 86, p. 913-924 (texte intégral).